# Gaddaberget
Gaddaberget är ett naturreservat i Arvidsjaurs kommun i Norrbottens län.
Området är naturskyddat sedan 1997 och är 4,5 kvadratkilometer stort. Reservatet omfattar större delen av berget med detta namn samt några sjöar/tjärnar i nordväst. Reservatet består av tallskog högre upp och granskog längre ner.